# Пуэнте-Нуэво (Ронда)
Пуэ́нте-Нуэ́во (исп. Puente Nuevo — «Новый мост») — мост XVIII века высотой 98 м через реку Гуадалевин в городе Ронде в андалусской провинции Малага. Одна из главных туристических достопримечательностей города. Каменный трёхарочный мост — один из трёх, перекинутых через ущелье Тахо де Ронда глубиной 120 м. Мост был построен по проекту испанского архитектора Мартина де Альдеуэлы, который также спроектировал арену для боя быков в Ронде. Строительство продолжалось с 1759 по 1793 год. В 1735 году на этом месте за восемь месяцев был возведён одноарочный мост по другому проекту, который рухнул уже в 1741 году и повлёк гибель около пятидесяти человек.

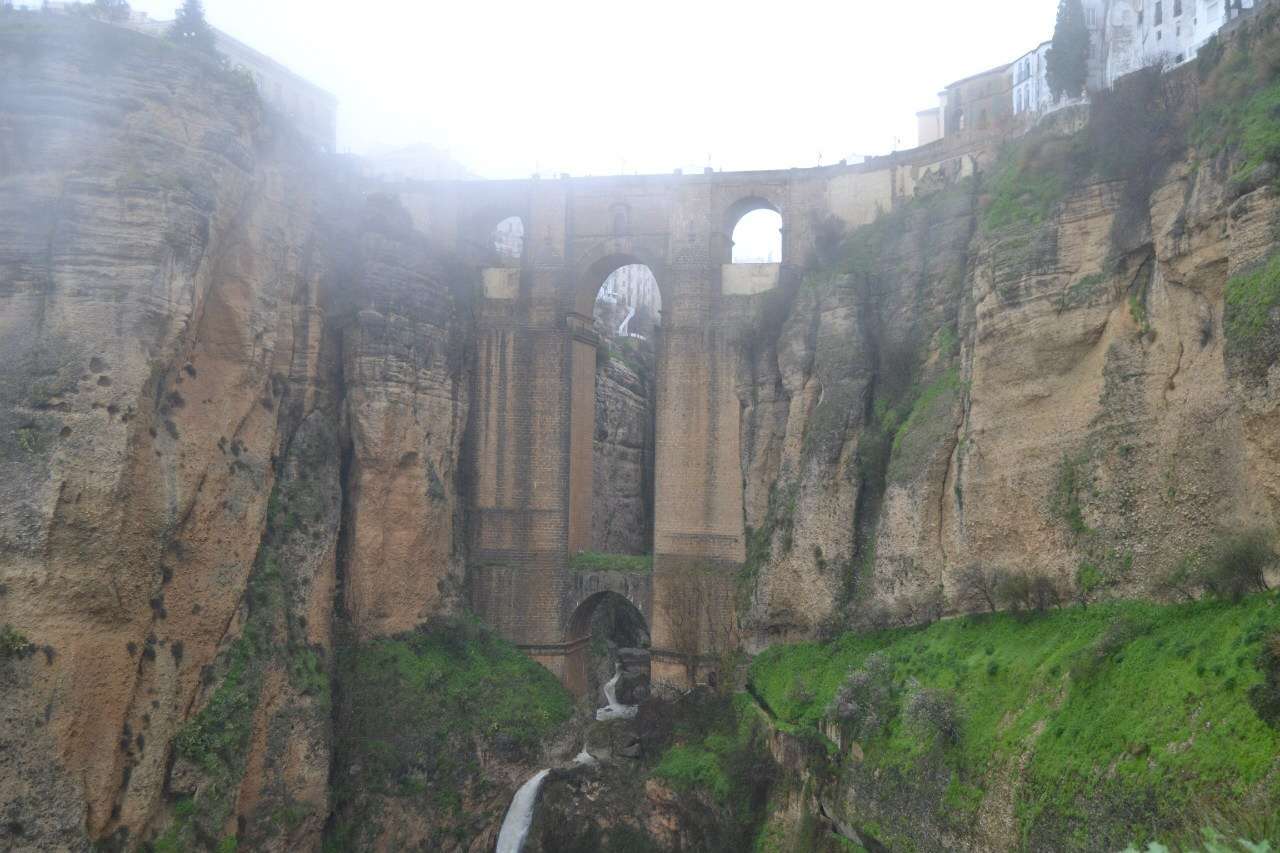
Мост Пуэнте-Нуэво, 29 января 2013 года